# Monastère de la Sainte-Trinité (Pennsylvanie)
Le monastère de la Sainte-Trinité (Holy Trinity Monastery) est un monastère catholique de rite byzantin (ou ruthène) fondé en 1948 à Butler (Pennsylvanie) par l'abbaye Saint-Procope (Illinois) pour les gréco-catholiques d'origine slovaque ou ukrainienne résidant en Pennsylvanie.
La congrégation américano-cassinaise ayant pris la décision de le fermer en 2006, par manque de vocation (quatre moines), le monastère qui suit toujours la règle de saint Benoît est sorti de la congrégation et de la confédération bénédictine pour se mettre directement sous la juridiction de l'éparchie gréco-catholique ruthène de Pittsburgh.